# Anita Ellis
Anita Ellis, de nacimiento Anita Kert Ellis, (Montreal, Quebec, 12 de abril de 1920-Manhattan, Nueva York, 28 de octubre de 2015) fue una cantante canadiense. Entre las canciones de las que fue la verdadera intérprete, las más conocidas son, seguramente, Amado mío y Put the Blame on Mame de la película Gilda de Charles Vidor, en ambas poniéndole voz a Rita Hayworth. También dobló canciones en films de Vera-Ellen y Jeanne Crain.

## Discografía parcial
- I Wonder What Became of Me, Epic, 1953.
- Hims, Epic, 1954.
- The World in My Arms, Elektra, 1960.
- Anita Ellis--Echoes, Michael's Pub, 1979.
- Anita Ellis with Ellis Larkins: A Legend Sings, Orion Master Recordings,1979.